# دالي مامي
دالي مامي هو قرصان عثماني من أصل يوناني عمل قائدا في الأسطول البحري العثماني في الجزائر أشتهر بحادثة قرصنة سفينة سول واعتقاله الشاعر الأسباني الكبير ثيربانتس عرف بشجاعته الكبيرة وقضى كل حياته في الجزائر عاش في القرن السادس عشر كان يعمل تحت امرة القرصان مامي عرنوت